# Рібейра-ду-Помбал (мікрорегіон)
Рібейра-ду-Помбал (порт. Microrregião de Ribeira do Pombal) — мікрорегіон в Бразилії, входить в штат Баїя. Складова частина мезорегіону Північний схід штату Баїя. Населення становить 302 626 чоловік на 2005 рік. Займає площу 7982.825 км². Густота населення — 37.9 чол./км².

## Склад мікрорегіону
До складу мікрорегіону включені наступні муніципалітети:
1. Адустіна
2. Антас
3. Банзае
4. Сіпо
5. Сісеру-Дантас
6. Фатіма
7. Еліополіс
8. Ітапікуру
9. Нова-Сорі
10. Нову-Тріунфу
11. Оліндіна
12. Паріпіранга
13. Рібейра-ду-Ампару
14. Рібейра-ду-Помбал

| Бразилія | Це незавершена стаття з географії Бразилії. Ви можете допомогти проєкту, виправивши або дописавши її. |